# 開放教育資源

開放教育資源

開放教育資源（英語：Open educational resources，縮寫為 OER），採用開放授權的教材，通常是數位化的資料，可供教學、學習、研究之用，如常用的創用CC授權，使用者只要遵守授權條款，便不會構成侵犯版權。雖然開放教育資源，不能讓學習者因此得到學位，但是它對於開放教育（Open education）與遠距教學有很大的幫助，也有助於使教育資源的分配更加平等。
开放和促进开放教育资源往往是被提供替代或增强的教育范式的愿望所驱动。
MIT OpenCourseWare对全球开放教育资源的发展有着相当大的推动作用。英國公開大學在远程教育领域的开放教育资源建设方面也有着非常大的影响。